# Stay Positive
Stay Positive è il quarto album in studio di The Hold Steady, pubblicato il 15 luglio 2008 da Vagrant Records. Il cantante / chitarrista Craig Finn afferma che l'album riguarda "l'idea di invecchiare con grazia [...] continuando, la perseveranza [e] su come rimanere fedeli agli ideali e alle idee che hai avuto quando eri più giovane." Il Tastierista Franz Nicolay dice invece che l'album è il suo preferito, affermando che presenta una "distillazione integrata, sfumata, meno frenetica del suono [precedente]". Stay Positive è stato l'ultimo album in studio a presentare Nicolay fino al Thrashing Thru the 2019 Passion, che è andato via dalla band all'inizio del 2010 ma è ritornato nel 2016.
Il 20 maggio, il primo singolo dell'album, Sequestered in Memphis, è stato pubblicato sulla pagina MySpace della band e su iTunes. Il 9 giugno, l'intero album è stato reso disponibile per lo streaming su MySpace e il 18 giugno l'intero album è diventato disponibile su iTunes. È stato successivamente rilasciato per il videogioco Rock Band (tramite la Rock Band Network) il 4 marzo 2010.
Il disco è entrato nella classifica degli album del Regno Unito al n. 15 il 20 luglio 2008, la terza più alta new entry. Si è classificato al primo posto nella classifica indie del Regno Unito. Negli Stati Uniti è entrato al numero 30 della Billboard 200. L'album è stato il record della settimana di Alex Zane nello show per la colazione XFM. La canzone Constructive Summer era la numero 56 nella lista dei 100 migliori brani di Rolling Stone del 2008.
Stay Positive ha venduto 88 000 copie ad aprile 2010.

## Tracce
1. Constructive Summer – 2:56
2. Sequestered in Memphis – 3:33
3. Sequestered in Memphis – 3:33
4. Navy Sheets – 3:23
5. Lord, I'm Discouraged – 5:08
6. Yeah Sapphire" (Finn, Franz Nicolay) – 3:37
7. Both Crosses – 4:35
8. Stay Positive – 2:59
9. Magazines" (Finn, Nicolay) – 3:09
10. Joke About Jamaica" (Finn, Kubler, Nicolay) – 4:36
11. Slapped Actress – 5:19